# Byakuyakou
Byakuyako (em japonês:  白夜行), (Jornada sob o Sol da Meia-Noite) é uma novela japonesa produzida pela emissora  Tokyo Broadcasting System, exibida em televisão aberta originalmente entre 12 de janeiro de 2006 à 23 de março de 2006. 

## Sinopse
"Amar você era um crime, não ser capaz de encontrá-la é a punição..."
Ryoji (Yamada Takayuki) mata seu pai para proteger seu primeiro amor Yukiho (Ayase Haruka). Yukiho, para protegê-lo de ser acusado de assassinato, mata sua própria mãe. Isso acontece quando ambos têm 11 anos. Traições, conspirações, assassinatos, fraudes e outros crimes são os meios encontrados por eles, para um dia se reencontrarem.

## Elenco
- Yamada Takayuki - Kirihara Ryouji
- Izumisawa Yuuki - Kirihara Ryouji
- Ayase Haruka - Karasawa Yukiho
- Fukuda Mayuko - Nishimoto (Karasawa) Yukiho
- Watabe Atsuro - Matsuura Isamu
- Kashiwabara Takashi - Shinozuka Kazunari
- Tanaka Koutaro - Koga Hisashi
- Koide Keisuke - Sonomura Tomohiko
- Tanaka Kei - Kikuchi Michihiro
- Yachigusa Kaoru - Karasawa Reiko
- Nishida Naomi - Kurihara Noriko
- Okunuki Kaoru - Nishiguchi Namie
- Otsuka Chihiro - Kawashima Eriko
- Shioya Shun - Takamiya Makoto
- Asou Yumi - Kirihara Yaeko
- Hirata Mitsuru - Kirihara Yousuke
- Yo Kimiko - Taniguchi Mafumi
- Takeda Tetsuya - Sasagaki Junzou
- Kurosawa Momoko - Fujimura Miyako
- Kawai Michiko - Nishimoto Fumiyo
- Matoba Koji
- Asaoka Mirei
- Okuda Erika
- Sato Hitomi
- Hirata Yuka
- Nishiyama Mayuko
- Mukai Osamu

## Curiosidades
1. Esta novela reuniu os melhores atores do elenco do drama popular Sekai no Chuushin de, Ai wo Sakebu.
2. A Produção desta novela levou 6 meses, desde a escolha do elenco e a adaptação da história, a partir do romance original, que vendeu cerca de 1,2 milhões de cópias, desde seu lançamento em 1999, e se tornou o melhor "bestseller" japonês de romance policial.
3. Shibasaki Kou escreveu a letra da música tema, "Kage". E foi lançado oficialmente em 15 de fevereiro de 2006 (um mês após o lançamento da novela).
4. Izumisawa Yuuki e Fukuda Mayuko foram escolhidos entre 180 crianças de uma audição.
5. Cada 30 segundos de comerciais nesta novela, custaram cerca de $224,000 dólares. O terceiro maior, entre, Rondo ($233,000) e Saiyuuki ($269,000) para a Temporada de Inverno.
6. Ganhou uma versão para o cinema a ser lançado em 2011 tendo Maki Horikita como Yuhiko e Kengo Kora como Ryoji